# Prova por contradição
Prova Redução ao absurdo( do latim reductio ad absurdum) é um método de prova matemática indireta, não construtiva(Ou seja, apenas válida na lógica clássica). Este tipo de prova é feito assumindo-se como verdade o contrário do que queremos provar e então chegando-se a uma contradição.
A prova por redução ao absurdo é muito usada em teoremas de existência. Neste caso, é usada para provar a existência de um elemento com determinada característica, sem no entanto mostrar tal elemento. Por esta razão, alguns matemáticos a evitam quando possível, preferindo métodos de prova construtivos. O argumento de diagonalização de Cantor para demonstrar a não enumerabilidade dos números reais normalmente é provado por contradição, embora possa ser pensado como uma prova construtiva . 
Ao contrário do que se pensa nas línguas lusófonas, Redução ao absurdo não é a mesma coisa de Prova por contradição.

## Exemplo
Prove que existem infinitos números primos.
Prova: Suponha por absurdo, que existem n (uma quantidade finita) números primos, denotados por p1, p2, ..., pn. Considere o número x = p1p2...pn + 1. O número x não é divisível por nenhum dos números p1, p2, ..., pn (o  resto da divisão é sempre 1). Logo, existe um primo diferente de p1, p2 ... pn que divide x. Isto contradiz a nossa hipótese inicial de que existem apenas n números primos. Então nossa hipótese inicial está errada e portanto existem infinitos números primos.